# Maurus Servius Honoratus

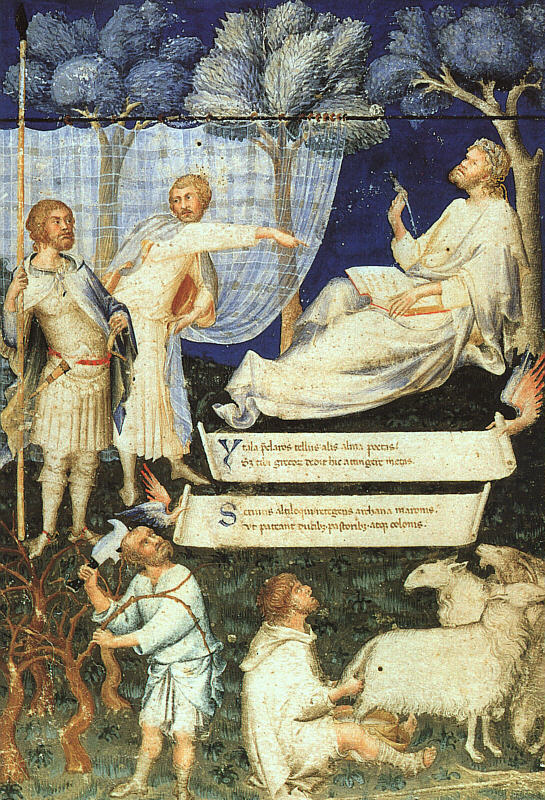
Servius (oben, Mitte) neben Vergil (oben rechts) mit drei Figuren, welche die Werke Aeneis, Bucolica und Georgica darstellen. Buchmalerei von Simone Martini in der für Francesco Petrarca angefertigten Handschrift Mailand, Biblioteca Ambrosiana, Ms. S.P. 10/27 (= A 49 inf.), fol. 1v, um 1340

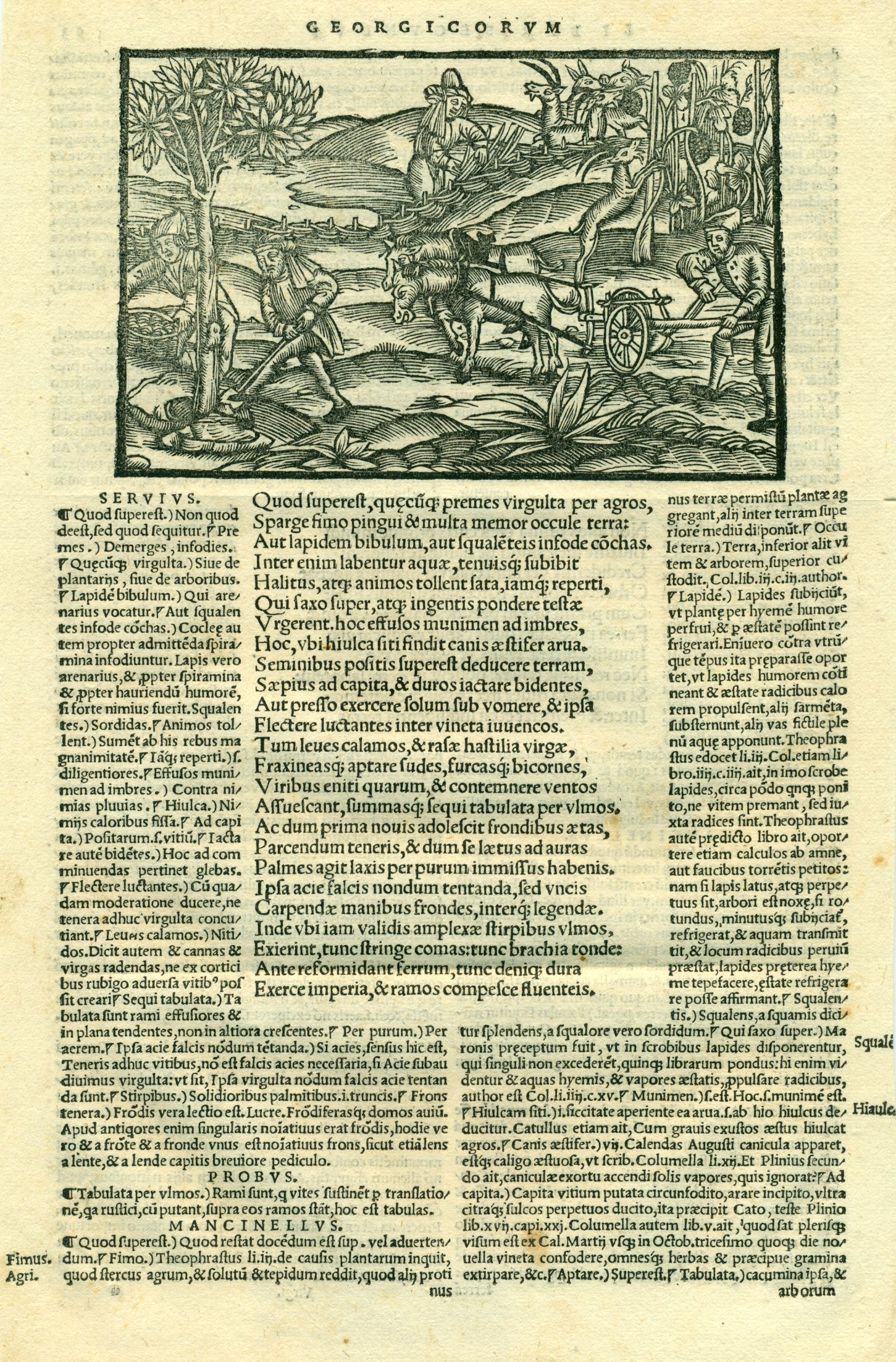
Vergilausgabe von 1544 mit Kommentaren. Serviuskommentar am linken Rand.

Servius, in manchen Textzeugen auch Maurus oder Marius Servius Honoratus, war ein spätantiker römischer Grammatiker und Vergil-Kommentator, der im späten 4. und frühen 5. Jahrhundert in Rom wirkte.
Zu seinem Leben gibt es nur sehr wenige Zeugnisse. Macrobius Ambrosius Theodosius lässt ihn in seinem Dialog Saturnalia (dramatisches Datum 383/4) im paganen Kreis des Quintus Aurelius Symmachus als jungen Mann und Experten für die Werke Vergils auftreten. Diese literarische Gestaltung ist mit dem realen Servius jedoch nur bedingt deckungsgleich, und was der Gesprächspartner Servius bei Macrobius über Vergil äußert, entspricht nicht dem Inhalt der unter dem Namen Servius überlieferten Vergilkommentare.

## Vergilkommentare
Servius’ Hauptwerk sind die drei Kommentare zur Aeneis, zu den Bucolica und zu den Georgica des augusteischen Dichters Publius Vergilius Maro. Sie basieren höchstwahrscheinlich auf dem verlorenen Kommentarwerk des Aelius Donatus (4. Jahrhundert), dessen umfangreichere und gelehrte Erklärungen Servius gekürzt hat, um sie den Bedürfnissen des zeitgenössischen Schulunterrichts anzupassen. Einige wenige der zahlreichen mittelalterlichen Manuskripte, die den Serviustext überliefern, enthalten die Kommentare in einer erweiterten Fassung, die 1600 von Pierre Daniel publiziert wurde (der sogenannte Servius auctus, Danieli Servius, DServius oder DS). Anders als ursprünglich angenommen handelt es sich bei dieser erweiterten Fassung nicht um den ursprünglichen Kommentar des Servius, sondern um eine mittelalterliche Kompilation des 7./8. Jahrhunderts, bei welcher der eigentliche Serviuskommentar, der in der kürzeren Fassung vorliegt (Servius oder Servius vulgatus), durch Material aus einer anderen, unbekannten Quelle angereichert wurde. Man hat vermutet, dass diese Quelle mit dem verlorenen Kommentar des Aelius Donatus identisch ist oder auf ihn zurückgeht. In diesem Fall hätte der mittelalterliche Kompilator seinem Exemplar des Serviuskommentars Material aus Servius’ eigener Quelle Donatus wieder hinzugefügt, welches Servius bei seiner Verarbeitung des Donatus zum Schulkommentar ausgelassen hat.
Man nimmt an, dass die Kommentare für die Vergillektüre im spätantiken Grammatikerunterricht konzipiert waren, wahrscheinlich aber nicht direkt als Lehrbuch für die Schüler, sondern als Hilfsmittel für den Lehrer (den grammaticus). Anhand der Werke Vergils und anderer Dichter wurden korrekter Sprachgebrauch (latinitas), Stilistik, Metrik sowie mythologisches, historisches und Sachwissen vermittelt.
Dies erfolgte nicht systematisch, sondern Vers für Vers mit dem Fortschreiten der Lektüre. Die Kommentare spiegeln dies wider. Servius verfasste sie entsprechend dem Curriculum in der Reihenfolge Aeneis – Bucolica – Georgica. Die Kommentierung orientiert sich eng am Text, d. h. Vers für Vers folgt auf ein Textzitat (Lemma) eine Erklärung (Scholion), je nachdem, was der Kommentator für problematisch oder erklärungsbedürftig hält. Nicht selten sind die Textstichworte aber auch nur Aufhänger, um Informationen, die vermittelt werden sollen, unterzubringen. Ein großer Anteil der Scholien beschäftigt sich mit grammatischen und lexikalischen Problemen, die auf ein jüngeres Zielpublikum schließen lassen. Daneben stehen Informationen zu Geschichte, Philosophie, Mythos und Kultur, literaturkritische Bemerkungen und Vorschläge, wie der Text zu deuten ist.
Die sprachlichen Erklärungen sind stark präskriptiv, Etymologie und Aitiologie spielen eine große Rolle, und generell geht Servius bei allen Themen bewusst selektiv vor, wie der Vergleich mit Servius auctus zeigt. Eine wichtige Interpretationsstrategie ist die Allgorese, die Servius aber nur dann befürwortet, wenn sie zu konsistenten Ergebnissen führt. So deutet er die Protagonisten in Vergils Eklogen als Masken, unter denen sich reale Personen, insbesondere Vergil selbst, verbergen, und rekonstruiert auf dieser Grundlage einige Gedichte als biographische Erzählungen. Auch im Aeneiskommentar sieht er hinter der fiktiven Handlung des Epos eine „Realebene“ (veritas oder historia) angespielt, die der Dichter aufgrund poetischer Gattungsregeln nicht offen benennen könne. Es finden sich keine christlich motivierten Interpretationen und so gut wie keine direkten Hinweise auf zeitgeschichtliche Ereignisse oder Servius’ Biographie.
Servius’ Erklärungen und Interpretationen beruhen nicht auf eigener Forschung, sondern erhalten ihre Originalität, wie in der Gattung üblich, durch Selektion und Neuzusammenstellung vorhandenen exegetischen Materials. Da der größte Teil dieser Tradition nicht mehr direkt überliefert ist, sind sie nicht nur ein Zeugnis für die Schulpraxis des 4./5. Jahrhunderts, sondern auch die wichtigste Quelle für die kaiserzeitliche Vergilexegese. Sie selbst wurden ebenfalls schon bald nach ihrer Entstehung kanonisch und begleiteten die Lektüre der Werke Vergils bis in die Neuzeit als Gebrauchstext. Ihr Einfluss auf die Vergilrezeption im Mittelalter und besonders in der Renaissance war immens.

## Werke
Vergilkommentare:
- Commentarii in Vergilii Aeneidos libros (elektronischer Text: Servius vulgatus; Servius auctus)
- Commentarii in Vergilii Bucolica
- Commentarii in Vergilii Georgica (elektronischer Text: Servius auctus)

Neben dem Vergilkommentaren sind unter dem Namen des Servius einige grammatische Werke überliefert:
- Commentarii in artem Donati maiorem et minorem (Kommentare zur Grammatik des Aelius Donatus)
- De centum metris ad Albinum (Handbuch zur Metrik)
- De finalibus ad Aquilinum (Über die Messung der Endsilben)
- De metris Horatii ad Fortunatianum (Über die Versmaße des Horaz)

## Editionen der Vergilkommentare
Ältere Ausgaben
- Ulrich Han (Hrsg.): Servius: Commentarii in Vergilii opera. Rom, ca. 1470–1471 (editio princeps des Servius vulgatus, Digitalisat).
- Pierre Daniel: Pvb. Virgilii Maronis Bvcolicorvm eclogæ x. Georgicorvm, libri IIII. Æneidos, libri XII, et in ea, Mavri Servii Honorati grammatici commentarii, ex antiqviss, exemplaribvs longè meliores et avctiores. Paris 1600 (editio princeps des Servius auctus, Digitalisat).

Ausgabe Thilos
- Georg Thilo (Hrsg.): Servii Grammatici qui feruntur in Vergilii carmina commentarii. 3 Bände. Teubner, Leipzig 1881–1887. Nachdruck: Olms, Hildesheim 1961 u. 1986 (Servius und Servius auctus). Digitalisat vol. 1 = Serv. Aen. 1–5; vol. 2 = Serv. Aen. 6–12; vol. 3,1 = Serv. ecl. + georg.; vol. 3,2 = Appendix Serviana

„Harvard Servius“
- E. K. Rand et al. (Hrsg.): Servianorum in Vergilii Carmina Commentariorum editonis Harvardianae. Band 2: Serv. Aen. 1–2. Typ. Lancastriano, Lancaster 1946. (Umstritten. Siehe die vernichtende Rezension von Eduard Fraenkel in The Journal of Roman Studies 38 (1948) 131–143 und 39 (1949) 145–154 (= Kleine Beiträge zur klassischen Philologie. Bd. 2, Ed. di Storia e Letteratura, Rom 1964, S. 339–390). Fraenkels Kritik selbst wurde allerdings auch als zu einseitig kritisiert.)
- Arthur F. Stocker, Albert Hartman Travis (Hrsg.): Servianorum in Vergilii Carmina Commentariorum editonis Harvardianae. Band 3: Serv. Aen. 3–5. Oxford University Press, Oxford 1965.
- Charles E. Murgia, Robert A. Kaster (Hrsg.): Serviani in Vergili Aeneidos libros IX–XII commentarii. Oxford University Press, New York 2018, ISBN 0-19-084956-8.

Ramires' Ausgabe
- Giuseppe Ramires (Hrsg.): Servio: Commento al libro IX dell’Eneide di Virgilio. Con le aggiunte del cosiddetto Servio Danielino. Introduzione, bibliografia, edizione critica. Bologna 1996, ISBN 978-88-555-2700-2.
- Giuseppe Ramires (Hrsg.): Servio. Commento al libro VII dell’Eneide di Virgilio. Con le aggiunte del cosiddetto Servio Danielino. Introduziione, bibliografia, edizione critica. Bologna 2003, ISBN 88-555-2700-2.

Für Rezension siehe J. E. G. Zetzel in Vergilius 54 (2008), 202–212.
Ausgaben in der Collection des Universités de France
Geordnet nach Band. Jeder Band enthält einen kritischen Text sowie eine Übersetzung und einen Kommentar in französischer Sprache.
- Daniel Vallat und Michèle Béjuis-Vallat (Hrsg.): Servius. Commentaire sur l’Énéide de Virgile. Livre I. Donat, Vie de Virgile, Introduction aux Bucoliques. Paris 2023, ISBN 978-2-251-01499-9.
- Jean-Yves Guillaumin (Hrsg.): Servius. Commentaire sur l’Énéide de Virgile. Livre IV. Texte établi, traduit et commenté. Paris 2019, ISBN 978-2-251-01482-1.
- Emmanuelle Jeunet-Mancy (Hrsg.): Servius. Commentaire sur l’Énéide de Virgile. Livre VI. Texte établi, traduit et commenté. Paris 2012, ISBN 978-2-251-01463-0.
- Giuseppe Ramires, Muriel Lafond (Hrsg.): Servius. Commentaire sur l’Énéide de Virgile. Livre VIII. Texte établi, traduit et commenté. Paris 2022, ISBN 978-2-251-01495-1.